# Steve Bayliss
Steven „Steve” Bayliss (ur. 5 maja 1959 w Londynie) – brytyjski zapaśnik walczący w stylu wolnym. Olimpijczyk z Los Angeles 1984, gdzie odpadł w eliminacjach turnieju w kategorii 68 kg. Siódmy na mistrzostwach Europy w 1984 roku.
Pięciokrotny mistrz kraju w latach 1981 (63 kg); 1983-1986 (69 kg).
- Turniej w Los Angeles 1984

Pokonał Hiszpana Francisco Iglesiasa i przegrał z Husamem Hamidim z Egiptu i Finem Jukka Rauhalą.